# Оскар Кордоба
Оскар Кордоба (ісп. Óscar Córdoba, нар. 3 лютого 1970, Калі) — колумбійський футболіст, воротар.

## Клубна кар'єра
У дорослому футболі дебютував 1988 року виступами за команду клубу «Атлетіко Насьйональ», в якій провів один сезон.
Згодом з 1989 по 1997 рік грав у складі команд клубів «Депортіво Калі», «Депортес Кіндіо», «Мільйонаріос», «Онсе Кальдас» та «Америка де Калі».
Своєю грою за останню команду привернув увагу представників тренерського штабу клубу «Бока Хуніорс», до складу якого приєднався 1997 року. Відіграв за команду з Буенос-Айреса наступні чотири сезони своєї ігрової кар'єри. Більшість часу, проведеного у складі «Бока Хуніорс», був основним голкіпером команди. За цей час двічі виборював титул володаря Кубка Лібертадорес, ставав володарем Міжконтинентального кубка.
Протягом 2002–2002 років захищав кольори команди клубу «Перуджа».
2002 року уклав контракт з клубом «Бешикташ», у складі якого провів наступні чотири роки своєї кар'єри гравця. Граючи у складі «Бешикташа» також здебільшого виходив на поле в основному складі команди.
Протягом 2006–2008 років захищав кольори клубів «Антальяспор» та «Депортіво Калі».
Завершив професійну ігрову кар'єру у клубі «Мільйонаріос», у складі якого вже виступав раніше. Прийшов до команди 2008 року, захищав її кольори до припинення виступів на професійному рівні у 2009.

## Виступи за збірну
1993 року дебютував в офіційних матчах у складі національної збірної Колумбії. Протягом кар'єри у національній команді, яка тривала 15 років, провів у формі головної команди країни 73 матчі.
У складі збірної був учасником чемпіонату світу 1994 року у США, чемпіонату світу 1998 року у Франції, розіграшу Кубка Америки 1993 року в Еквадорі, на якому команда здобула бронзові нагороди, розіграшу Кубка Америки 1995 року в Уругваї, на якому команда здобула бронзові нагороди, домашнього розіграшу Кубка Америки 2001 року, здобувши того року титул континентального чемпіона, розіграшу Кубка Конфедерацій 2003 року у Франції.

## Титули і досягнення
- Чемпіон Туреччини (1):

«Бешікташ»: 2002-03
- Володар Кубка Туреччини (1):

«Бешікташ»: 2005-06
- Володар Кубка Лібертадорес (3):

«Атлетіко Насьйональ»: 1989
«Бока Хуніорс»: 2000, 2001
- Володар Міжконтинентального кубка (1):

«Бока Хуніорс»: 2000
- Чемпіон Південної Америки (U-20): 1987
- Бронзовий призер Панамериканських ігор: 1995
- Володар Кубка Америки: 2001
- Бронзовий призер Кубка Америки: 1993, 1995